# Mac Band
Die Mac Band war eine R&B-Gruppe aus Flint, Michigan, die von den Brüdern Charles, Derrick, Kelvin und Ray McCampbell gegründet wurde. Der größte Hit ist Roses Are Red aus dem Jahr 1988.

## Bandgeschichte
Die McCampbell-Brüder, die den Gesangspart übernahmen, gründeten die Mac Band 1988 in Los Angeles. Weitere Mitglieder waren Bassist Ray Flippin, Keyboarder Rodney Frazier, Gitarrist Mark Harper und Schlagzeuger Steve Fuller. Bereits mit dem nach der Band benannten Debütalbum stellte sich kommerzieller Erfolg ein. In den amerikanischen Billboard 200 stieg die Platte auf Platz 109, in den R&B-Charts auf Platz 22. Die erste Auskopplung Roses Are Red kletterte auf Platz eins der R&B-Charts, erreichte die Top 10 der britischen Single-Charts und die Top 20 in Deutschland. Zwar folgten bis 1992 noch einige Platzierungen in den R&B-Charts, unter anderem für die Singles Stuck (1988, Platz 25) und Someone to Love (1990, Platz 27), den Erfolg von Roses Are Red konnte die Formation jedoch nicht wiederholen. 1992 trennte sich die Gruppe.

## Diskografie

### Studioalben
| Jahr | Titel Musiklabel             | Höchstplatzierung, Gesamtwochen, AuszeichnungChartplatzierungen (Jahr, Titel, Musiklabel, Platzierungen, Wochen, Auszeichnungen, Anmerkungen) | Höchstplatzierung, Gesamtwochen, AuszeichnungChartplatzierungen (Jahr, Titel, Musiklabel, Platzierungen, Wochen, Auszeichnungen, Anmerkungen) | Anmerkungen                                                                                       |
| Jahr | Titel Musiklabel             | US | R&B | Anmerkungen                                                                                       |
| ---- | ---------------------------- | --- | --- | ------------------------------------------------------------------------------------------------- |
| 1988 | Mac Band MCA 42090           | US109 (14 Wo.)US | R&B22 (21 Wo.)R&B | Erstveröffentlichung: Juni 1988 feat. The McCampbell Brothers Executive Producer: Louil Silas Jr. |
| 1990 | Love U 2 the Limit MCA 10059 | — | — | Erstveröffentlichung: 4. September 1990 Executive Producer: Louil Silas Jr.                       |
| 1992 | The Real Deal Ultrax 020393  | — | R&B78 (9 Wo.)R&B | Erstveröffentlichung: 11. November 1991 Executive Producer: Tommy Quon                            |

### Singles
| Jahr | Titel Album                            | Höchstplatzierung, Gesamtwochen, AuszeichnungChartplatzierungen (Jahr, Titel, Album, Platzierungen, Wochen, Auszeichnungen, Anmerkungen) | Höchstplatzierung, Gesamtwochen, AuszeichnungChartplatzierungen (Jahr, Titel, Album, Platzierungen, Wochen, Auszeichnungen, Anmerkungen) | Höchstplatzierung, Gesamtwochen, AuszeichnungChartplatzierungen (Jahr, Titel, Album, Platzierungen, Wochen, Auszeichnungen, Anmerkungen) | Anmerkungen |
| Jahr | Titel Album                            | DE | UK | R&B | Anmerkungen |
| ---- | -------------------------------------- | --- | --- | --- | --- |
| 1988 | Roses Are Red Mac Band                 | DE20 (12 Wo.)DE | UK8 (13 Wo.)UK | R&B1 (17 Wo.)R&B | Erstveröffentlichung: April 1988 feat. The McCampbell Brothers Autoren: Babyface, L.A. Reid                                          |
| 1988 | Stuck Mac Band                         | — | — | R&B25 (13 Wo.)R&B | Erstveröffentlichung: August 1988 feat. The McCampbell Brothers Autoren: Babyface, L. A. Reid, Stick, Charles McCampbell             |
| 1988 | Stalemate Mac Band                     | — | UK40 (4 Wo.)UK | — | Erstveröffentlichung: August 1988 feat. The McCampbell Brothers Autoren: David Lewis, Wayne Lewis                                    |
| 1989 | That’s the Way I Look at Love Mac Band | — | — | R&B70 (7 Wo.)R&B | Erstveröffentlichung: Dezember 1988 feat. The McCampbell Brothers Autoren: Rodney Frazier, Ray Flippin, Mark Harper                  |
| 1989 | Jealous Mac Band                       | — | UK90 (2 Wo.)UK | — | Erstveröffentlichung: 1988 feat. The McCampbell Brothers Autoren: Charles McCampbell, Derrick McCampbell, Kayo, L. A. Reid, Babyface |
| 1990 | Someone to Love Love U 2 the Limit     | — | — | R&B27 (12 Wo.)R&B | Erstveröffentlichung: Juli 1990 Autoren: Charles McCampbell, Ellis Jay, Keith Andes, Larry Hatcher                                   |
| 1990 | Love U 2 the Limit                     | — | — | R&B52 (12 Wo.)R&B | Erstveröffentlichung: November 1990 Autor: Gary Taylor                                                                               |
| 1992 | Everythang The Real Deal               | — | — | R&B73 (6 Wo.)R&B | Erstveröffentlichung: Dezember 1991 Autor: Cornelius Mims                                                                            |

Weitere Singles
- 1989: Got to Get over You (feat. The McCampbell Brothers)
- 1991: I Could Never Say Goodbye (VÖ: März)
- 1992: I Belong to You (VÖ: März)